# Teocalli
Teocalli (sp. teocali, "Guds hus"), namn på vissa i Mexiko förekommande och från aztekväldet härstammande
helgedomar.

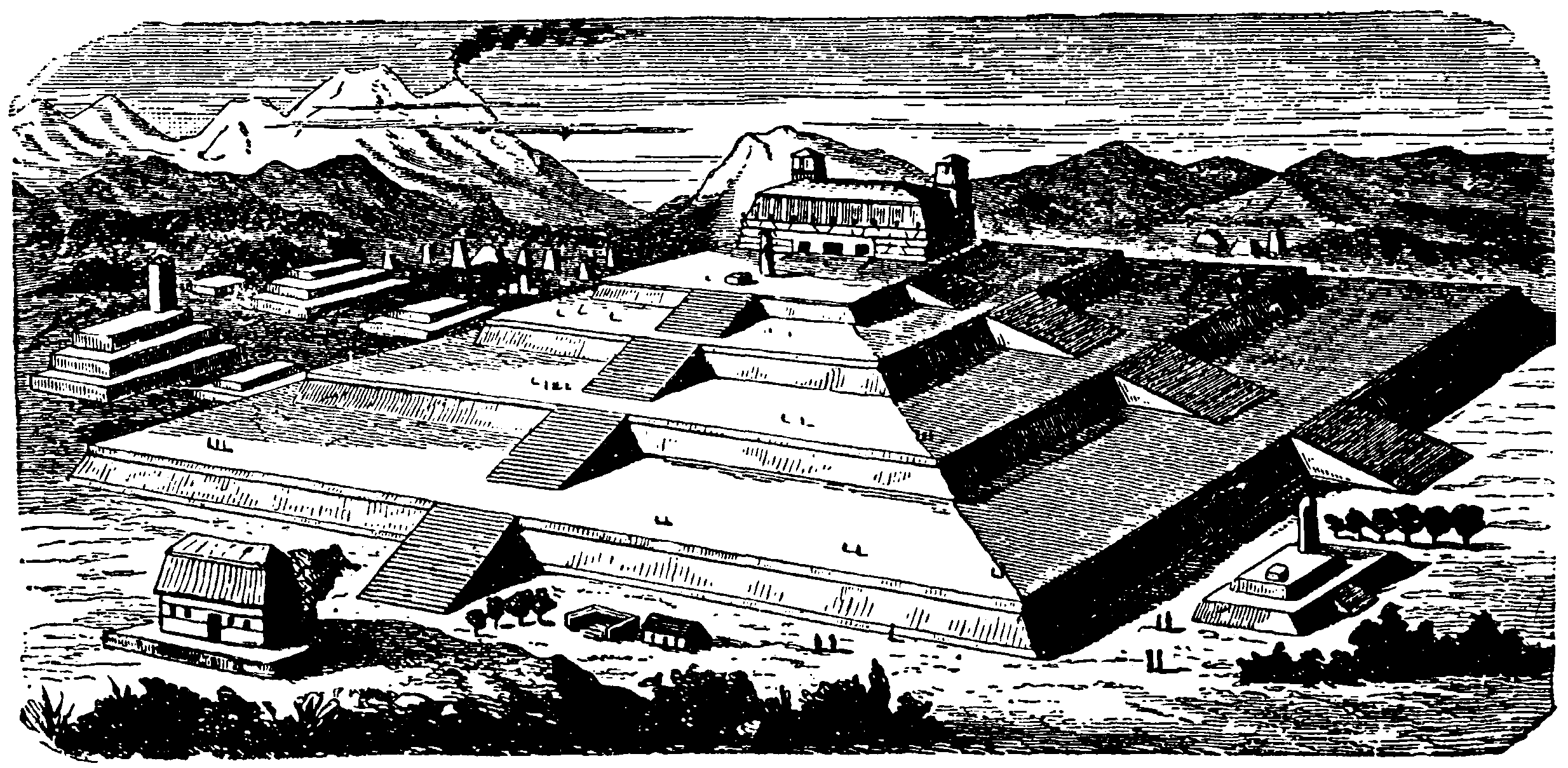
Teocallin vid Cholula, Mexiko

I Anahuac (nuvarande Mexiko) bodde olmekerna i distriktet Tlascala (1000 f. Kr.-560 e. Kr.). Det förnämsta av deras tempel (teocalli) reser sig på pyramiden vid Cholula, vilken vid basen mäter 453 meter i fyrkant och har en höjd av 55,7 meter samt är uppförd i terrassformiga avsatser av tegel utan murbruk. På toppen av pyramiden låg det egentliga templet. Kamrarna i olmekernas byggnadsverk täcktes inte med valv, utan med överkragade stenskikt.
År 560 e. Kr. trängde toltekerna in, erövrade 596 Cholula och 648 hela riket Anahuac samt anlade först huvudstaden Tula och senare Palenque. Av ruinerna kan man se, att toltekerna lärt sig stenbyggnadskonst av olmekerna och gradvis utvecklat sig från trä- eller klibbstak-konstruktioner till stenkonstruktioner, varvid de både konstruktivt och dekorativt i sten efterbildat de äldre formerna. Omkring 1050 e. Kr. drog toltekerna söderut och chichimekerna övertog makten. Teocallin las Llajas vid Palenque och palatset i Zayi härstammar från denna tid och var utförda av sten med terrassformig anläggning.
Kring var och en av de stora avsatserna gick en rad gemak, vilka liksom det på toppen utförda templet täcktes med stocktak och jord. Rikspalatset i Palenque och teocallierna vid Tucapan var däremot följdriktigt genomförda konstruktioner av huggen sten från en senare period, då tegel och trä undveks och rummen täcktes genom överkragning samt försågs med ett yttertak av på skrå lagda stenplattor. Ofta var de starkt lutande inre taken högst upp öppna och försedda med ett litet på små kolonner vilande ljustak, såsom vid den stora teocallin i Palenque, vilken reser sig på en kvadratisk underbyggnad med sidan 352 meter och med en höjd av 39 meter. Murarna drogs över med en fint glättad rappning, pryddes med allvarligt värdiga reliefer, utförda i stuck, samt försvarades av trappformiga tinnar och ibland ända till 23 meter höga torn, vilka jämte de bevarade broarna och vattenledningarna vittna om folkets höga kultur.
Aztekerna som på 1100-talet invandrade i Anahuac och grundlade det mexikanska riket, som 1519 störtades av spanjorerna. Deras byggnader byggdes med det beskrivna systemet och målades ofta med röd ockra och förskönades med rik dekoration av vackra friser med blomstervindor, uthuggna reliefer och målningar i klara färger, som hade symbolisk betydelse. Över huvudstaden Mexico höjde sig 360 torn och 3 000 tempel. Befästa porttorn försvarade inträdet till stadens fyra huvudgator.